# Rethera afghanistana
Rethera afghanistana (tên tiếng Anh: Afghan Madder Hawkmoth) là một loài bướm đêm thuộc họ Sphingidae. Nó được tìm thấy ở hầu hết Afghanistan và miền tây Pakistan. It is probably also được tìm thấy ở miền trung Iran.
Sải cánh dài 46–51 mm. It is similar to, but larger than Rethera brandti.
Adults are on in giữa tháng 4 in Herat và cuối tháng 5 in Kabul. Có thể có một lứa một năm.